# An American Carol
An American Carol, estrenada com Big Fat Important Movie, és una comèdia satírica estatunidenca del 2008, dirigida per David Zucker i escrita per Zucker, Myrna Sokoloff i Lewis Friedman.
Es tracta d'una adaptació de la novel·la de Dickens Cançó de Nadal, Christmas Carol de 1843, a mode de sàtira política en contra de Michael Moore, que és representat com Ebenezer Scrooge; el Partit Demòcrata i el sistema de justícia americà, que es representat per un grup d'advocats zombis.
Estrenada a les sales el 3 d'octubre de 2008 per Vivendi Entertainment, la pel·lícula va rebre crítiques negatives de la majoria de crítics, que van trobar que l'humor i la sàtira de la pel·lícula no eren eficaços. També va ser un fracàs a la taquilla que va recaptar només 7 milions de dòlars contra un pressupost de 20 milions de dòlars. La pel·lícula va marcar l'última aparició a la pantalla de Dennis Hopper abans de la seva mort el 2010.

## Sinopsi
El personatge principal és en Michael Malone (Kevin Farley), un director de cinema ecologista, pacifista i anti-americà que pretén suprimir "el dia de la celebració nacional". Això li portarà conseqüències: l'aparició de tres fantasmes que li explicaran el vertader significat dels Estats Units i la necessitat del seu perfil armamentístic, sota la façana dels "valors nord-americans" en la defensa de la democràcia i els riscs que comporta abandonar els seus principis. Finalment, en Michael Malone accepta el seu error i reconeix que els valors republicans són els correctes.